# وونور (تنسی)
وونور (به انگلیسی: Vonore) شهری در ایالت کشور ایالات متحده آمریکا است که جمعیت آن در سرشماری سال ۲۰۱۰ میلادی، ۱٬۴۷۴ نفر بوده‌است.